# تضيق شوكي
التضيق الشوكي هو تضيق غير طبيعي في القناة الشوكية أو الثقبات بين الفقرات يسبب الضغط على النخاع الشوكي أو جذور الأعصاب. تتضمن الأعراض الألم أو الخدر أو الضعف في الذراعين أو الساقين. وتظهر الأعراض تدريجيًا في البداية وتخف عند الانحناء إلى الأمام. تشمل الأعراض الشديدة السلس البولي والسلل البرازي والعجز الجنسي.
من الأسباب المحتملة هشاشة العظام والتهاب المفاصل الروماتويدي وأورام العمود الفقري والإصابات وداء باجيت العظمي والجنف (انحناء العمود الفقري) وانزلاق الفقار والودانة (لاتصنع الغضروف) ويمكن تصنيف التضيق الشوكي حسب الجزء المصاب من العمود الفقري إلى تضيق شوكي رقبي وصدري وقطني. التضيق القطني هو الأكثر شيوعًا، يليه التضيق الرقبي. يعتمد التشخيص بشكل عام على الأعراض والتصوير التشخيصي الطبي.
يتضمن العلاج الأدوية والأجهزة والجراحة. ومن الأدوية المستخدمة في تدبير الحالة مضادات الالتهاب اللاستيروئيدية وأسيتامينوفين وحقن الستيروئيد. تساعد أيضًا تمارين التمطط وتمارين التقوية. بينما يوصى بالحد من بعض الأنشطة. تُجرى الجراحة فقط حين تكون العلاجات الأخرى غير فعالة، والإجراء الجراحي المعتاد هو استئصال الصفيحة الفقرية. 
يحدث التضيق الشوكي عند ما يصل إلى 8% من الناس، والإصابة به أكثر شيوعًا عند من تزيد أعمارهم عن 50 عامًا. يتأثر الذكور والإناث على حد سواء. قُدم أول وصف حديث للحالة في عام 1803 من قبل أنطوان بورتال، وهناك أدلة على حدوث الحالة في مصر القديمة.

## الأنماط
النمط الأكثر شيوعًا هو التضيق الشوكي الرقبي، ويحدث بمستوى العنق، والتضيق الشوكي القطني، بمستوى أسفل الظهر. التضيق الشوكي الصدري، الذ يحدث على مستوى منتصف الظهر، أقل شيوعًا بكثير.
في التضيق القطني، تنضغط جذور الأعصاب الشوكية في أسفل الظهر ما يؤدي إلى أعراض عرق النسا (وخز أو ضعف أو خدر تنتشر من أسفل الظهر إلى الأرداف والساقين).
يمكن أن يكون التضيق الشوكي الرقبي أخطر بكثير إذ يضغط النخاع الشوكي. يؤدي تضيق القناة الرقبية إلى اعتلال نخاعي، وهي حالة خطرة تسبب أعراضًا منها الضعف الشديد في الجسم والشلل. هذه الأعراض الشديدة غائبة تقريبًا في التضيق القطني، ينتهي النخاع الشوكي أعلى العمود الفقري القطني عند الكبار، أما جذور الأعصاب (ذيل الفرس) تستمر نحو الأسفل. التضيق الشوكي الرقبي حالة تتضيق فيها القناة الشوكية على مستوى الرقبة. وغالبًا ما يكون السبب التنكس المزمن، بالإضافة إلى الاسباب الخلقية أو الرضّية. العلاج في كثير من الحالات جراحي.

## العلامات والأعراض

### الشيوع
- الانزعاج عند الوقوف (94%)
- الانزعاج/الألم، في الكتف والذراع واليد (78%)
- الأعراض ثنائية الجانب (68%)
- خدر عند مستوى الأذية أو دونه (63%)
- ضعف عند مستوى الأذية أو دونه (43%)
- ألم أو ضعف في الأرداف/الفخذ فقط (8%)
- ألم أو ضعف تحت الركبة (3%)[11]

### الاضطرابات العصبية
- اعتلال النخاع الرقبي، وهو متلازمة سببها ضغط النخاع الشوكي الرقبي وتترافق بعرض مميز هو «اليدان المخدرتان والخرقاوتان»، وفقدان التوازن، والسلس البولي والبرازي، والضعف الذي يمكن أن يتطور إلى الشلل.[12]
- ضغط الجذور العصبية الذي يسبب الخدر.[13]
- العرج المتقطع عصبي المنشأ، ويتميز بخدر الطرف السفلي أو الضعف أو ألم الساق المنتشر أو جذري التوزع المترافق بالخدر (في الجانبين) والضعف و/أو الشعور بالثقل في الأرداف وينتشر إلى الأطراف السفلية عند المشي أو الوقوف لفترات طويلة. تحدث الأعراض عند تمديد العمود الفقري وتخف عند حنيه. وتكون الأعراض في الحد الأدنى أو تغيب عند الوقوف.[11][14]
- اعتلال الجذور العصبية (مع ألم جذري التوزع أو دونه)، وهي حالة عصبية تسبب فيها المشكلة الجذرية علامات موضوعية مثل الضعف وفقدان الإحساس وفقدان المنعكسات.[14]
- متلازمة ذيل الفرس - ألم الطرف السفلي والضعف والخدر وقد تشمل العجان والأرداف، وتترافق بالسلس البولي والبرازي.[15]
- آلام أسفل الظهر بسبب التغيرات التنكسية في القرص أو المفاصل.

## الأسباب

### التقدم في السن
يمكن أن تسبب العوامل أدناه تضييق ثقبات العمود الفقري.
- تثخن الأربطة الشوكية (الرباط الأصفر).
- الأعران العظمية التي تنمو على العظام وتبرز إلى القناة الشوكية أو الثقبات بين الفقرية.
- انتفاخ الأقراص الفقرية أو انفتاقها في القناة الفقرية أو الثقبات بين الفقرية.
- داء القرص التنكسي الذي يسبب التضيق في المسافات بين الفقرية.
- كسور المفاصل الوجيهية.
- تضخم المفاصل الوجيهية.
- الكسور الانضغاطية في العمود الفقري، وهي شائعة عند المصابين هشاشة العظام.
- الخراجات الزليلية في المفاصل الوجهية ما يسبب ضغط الكيس الشوكي للأعصاب (انضغاط الحويصلات الغمدية).[16]

### التهاب المفاصل
- هشاشة العظام[17]
- التهاب المفاصل الروماتويدي — سبب لمشاكل العمود الفقري وهو أقل شيوعًا.

### الأسباب الخلقية
- القناة الفقرية الصغيرة جدًا عند الولادة.
- تشوهات هيكلية في الفقرات تسبب تضيق القناة الشوكية.

### لاثباتية العمود الفقري
- تنزلق فقرة على فقرة أخرى إلى الأمام (انزلاق فقري).

### الإصابات
- يمكن أن تسبب الحوادث والإصابات خلعًا في العمود الفقري والقناة الفقرية أو تسبب كسورًا انفجارية ما يؤدي إلى دخول شظايا عظمية إلى القناة الفقرية.[18]
- يكون المرضى الذين يعانون من اعتلال نخاعي رقبي ناجم عن تضيق القناة الشوكية أكثر عرضة لخطر الإصابة الحادة في النخاع الشوكي في الحوادث.[19]

### الأورام
- يسبب النمو الشاذ للأنسجة الرخوة الالتهاب.
- نمو الأنسجة في القناة الفقرية يضغط على الأعصاب، والحويصلات الغمدية للأعصاب، أو النخاع الشوكي.

## التشخيص
يتضمن تشخيص التضيق الشوكي إجراء تقييم كامل للعمود الفقري. تبدأ العملية في العادة بأخذ السيرة المرضية للمريض وإجراء فحص جسدي. تُستخدم الأشعة السينية والتصوير بالرنين المغناطيسي لتحديد مدى انضغاط الأعصاب وموقعه.

### السيرة المرضية
تشكل السيرة المرضية أهم جانب من جوانب الفحص فمن خلالها يعرف الطبيب الأعراض التي يعاني منها المريض (الأعراض الذاتية)، والأسباب المحتملة للتضيق الشوكي، والأسباب الأخرى المحتملة لآلام الظهر.

### الفحص الجسدي
يعطي الفحص الجسدي للمريض المصاب بالتضيق الشوكي الطبيب معلومات حول موقع انضغاط الأعصاب. من العوامل الأخرى التي ينبغي البحث عنها الشذوذات الحسية والخدر والمنعكسات الشاذة والضعف العضلي.

### الرنين المغناطيسي
التصوير بالرنين المغناطيسي هو الاستقصاء الأكثر استخدامًا لتشخيص التضيق الشوكي. يستخدم التصوير بالرنين المغناطيسي الإشارات الكهرومغناطيسية لإنتاج صور للعمود الفقري. تكمن ميزة التصوير بالرنين المغناطيسي في أنه يظهر بنى مثل الأعصاب والعضلات والأربطة، وهو ما لا يقدمه التصوير بالأشعة السينية أو الطبقي المحوري. يساعد التصوير بالرنين المغناطيسي في تحديد السبب الدقيق لانضغاط الأعصاب الشوكية.

### تصوير النخاع الطبقي المحوري
يجرى التصوير الطبقي المحوري للعمود الفقري القطني مع حقن صبغة في السائل الشوكي. يُصور العمود الفقري صورة بسيطة بالأشعة السينية ثم يُجرى الطبقي المحوري لمشاهدة تضيق القناة الشوكية. هذا الاستقصاء فعال للغاية في حالات التضيق الردبي الجانبي. ويكون ضروريًا للمرضى الذين لا يمكن إجراء التصوير بالرنين المغناطيسي لهم، كالذين يحملون ناظمات القلب المزروعة.

## علامات الخطورة
- حمى
- ألم ليلي
- اضطراب في المشي
- تشوه هيكلي
- فقدان الوزن غير المبرر
- سرطان سابق
- ألم شديد عند الاستلقاء
- إصابة رضية حديثة مع الشك بوجود كسر
- وجود عجز عصبي تطور بشكل حاد أو تدريجي

## العلاجات
يكون العلاج إما جراحيًا وإما غير جراحي. ولا يمكن من خلال الأدلة الموجودة حاليّا تحديد أفضلية أحد الخيارين.

### العلاجات غير الجراحية
فعالية العلاجات غير الجراحية غير واضحة لأنها لم تدرس بشكل جيد.